# Etelvina Villanueva y Saavedra
Etelvina Villanueva y Saavedra (1897-1969) là một  nhà thơ và nhà giáo dục người Bolivia. Năm 1923, María Sánchez Bustamante đã tổ chức nhóm nữ quyền đầu tiên ở Bolivia El Ateneo Femenino với mục tiêu đạt được sự bình đẳng dân sự và chính trị cũng như thúc đẩy sự phát triển nghệ thuật của họ. Thành viên của Hiến chương là các nghệ sĩ, nhà báo, giáo viên và nhà văn và bao gồm Leticia Antezana de Alberti, Elvira Benguria, Fidelia Corral de Sánchez, Marina Lijerón (người sau này sẽ kết hôn để Betachini), Julia Reyes Ortiz de Canedo, Ema Alina Palfray, Emma Pérez de Carvajal, María Josefa Saattedra, Ana Rosa Tornero de Bilbao la Vieja, Ana Rosa Vásquez và Etelvina Villanueva y Saattedra. Họ đã tổ chức tạp chí riêng của họ " Eco Femenino ". Từ khi thành lập, Tornero đã điều hành tạp chí in các bài viết văn học và các bài báo về nữ quyền.
Vào những năm 1930, Villanueva y Saattedra đã thành lập một nhóm nữ quyền quan trọng khác, Legión Femenina de Giáo dục Phổ biến de America (Legion dành cho Giáo dục Phổ biến Hoa Kỳ). Nhóm này đã tìm cách cải thiện tình trạng của phụ nữ, bất kể tầng lớp xã hội, bằng cách ủng hộ những thay đổi trong bộ luật hợp pháp. Họ cung cấp hỗ trợ cho những người mẹ và trẻ em nghèo và được bảo vệ. Họ đã có thể làm điều này bởi vì họ lập luận rằng họ là những người mẹ tự nhiên và vì vậy đây là một hình thức làm mẹ nhưng ở cấp độ cao hơn và với một thuật ngữ mới, "làm mẹ xã hội". Thêm vào đó, tổ chức này đã cho phép phụ nữ Bolivia tham gia các cuộc tranh luận về nữ quyền trên bình diện quốc tế.